# Higasigucsi Maszaaki
Higasigucsi Maszaaki (1986. május 12. –) japán válogatott labdarúgó, a Gamba Oszaka kapusa.

## Pályafutása

### A válogatottban
2015. augusztus 9-én mutatkozott be a japán válogatottban a Kelet-ázsiai labdarúgó-bajnokságban a kínai válogatott elleni mérkőzésen.

## Statisztika

### A válogatottban
| Válogatott | Év       | Mérk. | Gólok |
| ---------- | -------- | ----- | ----- |
| Japán      | 2015     | 1     | 0     |
| Japán      | 2016     | 1     | 0     |
| Japán      | 2017     | 2     | 0     |
| Japán      | 2018     | 3     | 0     |
| Japán      | 2019     | 1     | 0     |
| Összesen   | Összesen | 8     | 0     |